# شمال غربی اروپا

تعریف متداول از شمال غرب اروپا

شمال غربی اروپا، که گاهی هم نواحی شمالی غرب اروپا خوانده می‌شود، اصطلاحی است که دارای مفهوم جغرافیایی و مردم‌نگاری است.

## تعریف جغرافیایی
از دیدگاه جغرافیایی، شمال غرب اروپا معمولاً از ایرلند، بریتانیا، بلژیک، هلند، شمال آلمان، دانمارک، نروژ، سوئد و ایسلند تشکیل شده‌است. لوکزامبورگ، شمال فرانسه، جنوب آلمان و سوئیس نیز اغلب بخشی از این گروه‌بندی در نظر گرفته می‌شوند. اتریش نیز هر چند کمتر، گاهی به عنوان بخشی از شمال غربی اروپا تعریف شده‌است. جنوب فرانسه به عنوان قسمتی از شمال غربی در نظر گرفته نمی‌شود، زیرا معمولاً از دیدگاه جغرافیایی و فرهنگی بخشی از منطقهٔ حوضه مدیترانه یا جنوب اروپا در نظر گرفته شده‌است. با توجه به موقعیت جغرافیایی شرقی آن و وضعیت منحصر به فرد یک کشور فنلاندی زبان، فنلاند است که گاهی اوقات از نظر جغرافیایی و فرهنگی از شمال غربی اروپا حذف شدند.

## در قوم نگاری
زبان‌های آلمانی تبار(ژرمنیک)به گونهٔ گسترده‌ای در بسیاری از سرزمین‌های شمال-غربی اروپا سخن گفته می‌شود و از این رو به این ناحیه«اروپای ژرمنیک»نیز گفته شده است، هر چند زبان‌های دیگر نیز حضور دارند، از جمله زبان‌های رومی (آن‌هایی که ریشهٔ لاتین دارند) در شمال فرانسه، بلژیک و لوکزامبورگ، و زبان‌های سلتی در امتداد حاشیهٔ غربی جزایر بریتانیا و در برتانی. این منطقه همچنین دارای سابقه پروتستانتیسم است که آن را از / مدیترانه/ اروپای جنوبی / لاتین و اروپای شرقی / و همسایگان اسلاو خود در مدیترانه جنوبی اروپا، تفاوت دارد. تعریف شمال غربی اروپا در رابطه با اروپای پروتستان آلمانی در بسیاری از موارد به تعریف‌های جغرافیایی بالا بر می‌گردد، ولی تمایل به حذف شمال فرانسه، والونیا، بخش کاتولیک بلژیک، جنوب آلمان، اتریش، و ایرلند می‌انجامد.